# Henri Préaux
Henri Préaux (* 25. November 1911 in Loivre; † 21. Februar 1992 in Châlons-en-Champagne) war französischer Steuermann.

## Biografie
Henri Préaux startete im Alter von 16 Jahren als Steuermann der beiden Brüder Armand und Édouard Marcelle bei den Olympischen Sommerspielen 1928 in Amsterdam im Zweier mit Steuermann. Das Trio gewann die Silbermedaille.